# Stanko Subotić
Stanko Subotic (né à Kalinovac (Ub), le 9 septembre, 1959) est un homme d’affaires suisse, d’origine serbe, propriétaire de la holding luxembourgeoise “EMI Group” (Emerging Marketing Investments APS) et de la holding française “Louis Max” qui, entre autres, produit un vin de marque connue. 
De nationalité serbe, il a obtenu le permis de séjours permanent en Suisse en 1997. Lors de la cérémonie spéciale qui s’est tenue à l’hôtel de ville de Genève, fin 2014, le passeport suisse lui a été officiellement remis, en tant que confirmation officielle de l‘obtention de la nationalité de ce pays. Il est marié à son épouse Jagoda, avec laquelle il a une fille Mia. Il parle le serbe et le français.
Il est devenu connu du grand public comme étant un ami proche du Premier ministre serbe assassiné, Zoran Djindjic, et comme une personne qui soutenait activement l'opposition démocratique en Serbie sous le régime de Slobodan Milosevic, ainsi que les réformes pro-européennes mises en œuvre par le gouvernement Djindjic. Pour avoir aidé l'opposition démocratique serbe, il est devenu la cible de la persécution du régime de Milosevic et, en 1997, il a dû quitter la Serbie. Après le changement du régime politique du 5 octobre et l’assassinat du Premier ministre démocratique de Serbie, Zoran Djindjic, sous le régime de ses opposants politiques, Vojislav Kostunica et Boris Tadic, les autorités serbes ont lancé un procès à caractère politique contre Subotic, accusé d'abus de pouvoir dans une entreprise privée. Malgré l’acharnement médiatique et les pressions politiques importantes exercées sur le pouvoir judiciaire, ce procès s'est achevé fin 2015 par un acquittement final devant la Cour d'appel de Belgrade.

## Développement de la carrière professionnelle
Le début de sa réussite professionnelle commença en été 1981, lorsqu’il se rendit en France, en tant qu’invité de son ami d’enfance, à qui les parents avaient laissés un petit atelier de confection de vêtements haute gamme. Subotic commença à travailler dans l’entreprise de son ami et, il créa sa propre entreprise deux ans plus tard, ouvrit une chaîne de boutiques et son propre réseau de vente en gros. 
Au milieu des années 1980, il a commencé à investir dans l’économie serbe et il est revenu en Yougoslavie en 1989 au moment de la réforme d’Ante Markovic. À Belgrade, il fonda la société "Mia", ouvrit une chaîne de boutiques et deux usines de confection d’habillement textile. 
En 1992, en raison de la conjoncture économique difficile, la société "Ohis" de Skopje, afin de régler une dette à Subotic, au lieu d’argent lui céda un contingent de cigarettes de l'assortiment de la société "Makedonija tabak", à partir de là il se lança dans le commerce de produits du tabac. À ce moment-là, Subotic devint propriétaire de deux magasins duty-free, l'un au passage frontalier « General Janković » avec la Macédoine et l'autre au port maritime de Bar au Monténégro. En 1996, Subotic devint le distributeur général des fabricants « British American Tobacco » et « Japan Tobacco » pour l'Europe du Sud-Est. En 1997, il a signé les accords généraux de distribution pour la même région avec les usines françaises "SEITA" et "Reynolds", fabricant de cigarettes de marque "Monte Carlo".
Après avoir refusé de payer le racket demandé, Subotic tomba en disgrâce auprès du régime de Slobodan Milosevic, c’est pourquoi en juillet 1997, la police se rendit au duty-free de Subotic au passage frontalier « General Janković », alors que la société « Mia », après une torture policière et la saisie de l’ensemble des documents commerciaux eût cessé son activité. En raison d'attaques fréquentes des structures politiques de l'époque et des tentatives de saisie illégale de ses biens, Subotic quitta la Serbie en 1997 avec sa famille et se rendit à Genève où il avait reçu un permis de séjour permanent en 1999. 
À la suite du changement du climat économique en Serbie, Subotic continuait de développer son activité. En 2002, il fonda la holding EMI Group (Emerging Marketing Investments APS), dont le siège social se situe au Danemark (Copenhague).  Par cette initiative, il lia les activités de plusieurs sociétés européennes performantes dans les domaines de la distribution, du commerce et de l'immobilier. La même année, EMI investit dans une usine de transformation de la viande et devint copropriétaire de Famis d.o.o. en Serbie. L'année suivante, la holding racheta la société "Duvan promet" de Kragujevac, qui possédait un vaste réseau de distribution comprenant des stands et des kiosques pour la vente de journaux et d'autres biens de consommation. En investissant plusieurs dizaines de millions d'euros dans le "Duvan promet" en ruines, Subotic a créé la société « Futura plus ».
Après l'acquisition de « Duvan », le « EMI Group » de Subotic a entamé, en 2004, une coopération avec la grande holding de médias allemande Westdeutsche Allgemeine Zeitung (WAZ), qui, après avoir racheté la plupart des actions de « Politika », s'est doté de son propre réseau de distribution, ce qui a permis une expansion significative du nombre de points de vente de « Futura plus ». En fusionnant les chaînes de kiosques Duvan, Politika, Borba et Duvan, appartenant à la société "EMI Group" de Subotic, d’une part et au groupe allemand WAZ, d'autre part, Futura Plus devint le plus grand réseau de vente en Serbie. Suivant la même recette commerciale réussie, Subotić créa au Monténégro, suivant le programme de distribution similaire, la société Monténégro Futura.
Outre ses investissements en Serbie, Subotic devint le propriétaire majoritaire de la holding et cave à vin française "Louis Max" dans laquelle il avait commencé à investir dès 1989 et depuis 2003, il possédait des centaines d'hectares de vignobles en Bourgogne (France).  Comme dans tout ce qu'il a entrepris, Subotic avait également brillé dans la production de vin. Les bouteilles de "Louis Max" ornent même la table du président américain,.
La société "EMI Group" possédait un terrain situé à proximité de l'aéroport Nikola Tesla de Belgrade, qui revêtit une grande importance stratégique, ainsi qu'un terrain situé près de la péninsule de Sveti Stefan, où Subotic possédait la villa "Montenegro", qui a remporté le prestigieux prix "Five Stars Diamond" décerné par l’Académie américaine des sciences de l’hôtellerie pour un service de haute qualité.
Au cours de printemps 2007, Subotic avait étendu ses activités avec deux investissements majeurs au Monténégro : en achetant une partie de l'île de St. Nicolas, à côté de Budva, et en dévoilant les plans de construction d'un hôtel de luxe de 20 millions d'euros à Sveti Stefan. En mai 2007, Subotic a, avec Jean-Michel Wilmotte, un architecte français de renom, qui a conçu les ports de plaisance de Cannes, Nice et Shanghai, présenté le projet de construction d'une station de vacances sur l'île Saint-Nicolas avec des hôtels, des casinos et des appartements, deux ports de plaisance et une passerelle piétonne qui relie l'île à la vieille ville de Budva. Bien que toutes les conditions préalables à la réalisation de ce grand projet aient été remplies, y compris les lignes de crédit appropriées de plusieurs centaines de millions d'euros, sa réalisation a été stoppée par la publication d'un avis de recherche à motivation politique de la Serbie, en tant que conséquence de l'acte d'accusation qui sera complètement rejeté à l'été 2014 par une décision du Tribunal spécial de Belgrade. Cependant, l'acte d'accusation lui-même était précédé par l’acharnement politique et médiatique de longue date entrepris contre Subotic depuis 2001, à cause de son soutien à une politique pro-européenne et à des relations amicales avec les premiers ministres de Serbie et du Monténégro, Zoran Djindjic et Milo Djukanovic.

## Contribution aux changements démocratiques en Serbie
Depuis le milieu des années 1990, Subotic a noué des liens étroits avec l’opposition serbe de l’époque et le chef du parti démocrate, Zoran Djindjic, et soutient activement les changements démocratiques dans le pays. Après la chute du régime de Slobodan Milosevic, Subotic aidait ses nombreux contacts à promouvoir la politique pro-européenne et la nouvelle image de la Serbie, et permit de faire rencontrer les membres du gouvernement Djindjic avec les plus hauts responsables mondiaux, dont l'ancien président français Jacques Chirac. 

## Le lynchage médiatique – de “L’affaire du tabac” jusqu’à l’accusation montée
Malgré sa réussite professionnelle remarquable depuis la fin des années 1980, Subotic n’a été connu du grand public que depuis 2001, lorsque dans une série de textes politiques commandités, l’hebdomadaire de Zagreb „Nacional“ l’accuse d’avoir, avec le président monténégrin Milo Djukanovic et le leader de l’opposition en Serbie, Zoran Djindjic, dans la seconde moitié des années 1990 fait de la contrebande de cigarettes. Cependant, la véritable raison du lancement de la soi-disant “Affaire du tabac”, était le soutien de Subotic aux changements démocratiques et aux réformes pro-européennes du gouvernement Djindjic, mais aussi la volonté des centres de pouvoirs obscurs parallèles régionaux de lui saisir illégalement la grande propriété acquise dans le pays. Après les changements de pouvoir survenus en octobre 2000 en Serbie, et la formation du premier gouvernement démocratique à Belgrade, le Premier ministre Zoran Djindjic a été confronté à un budget vide, et le plus grand coup au budget de l'État était une contrebande de tabac à grande échelle. Dans la recherche de solutions à ce problème, Subotic a alors présenté au Premier ministre serbe l'exemple de la Roumanie, qui a principalement grâce à la coopération avec l’entreprise BAT réussi à freiner la contrebande de cigarettes.
Ayant été considéré comme le principal protagoniste de la construction de l’usine de tabac BAT à Kragujevac et dans la lutte contre la contrebande de produits du tabac, Subotic est devenu la cible d'attaques de l’usine concurrente « Rovinj » de Pula, qui à cette époque contrôlait la majeure partie du marché noir du tabac dans la région. Le conflit d’intérêts dans l'industrie du tabac et des conflits politiques qui à l'époque ont secoué la Serbie, ont créé un tel ensemble de circonstances dans lesquelles Subotic a été choisi comme la cible principale de l'attaque contre Djindjic, mais aussi en tant qu’objet approprié du racket et d’extorsion de fonds par les  structures étatiques aliénées et les centres non institutionnels puissants. Subotic a également été choisi comme cible à cause des nombreux actifs détenus en Serbie que les protagonistes des fausses accusations voulaient lui saisir.
Lors de nombreux procès qui ont suivi à la suite des publications du journal Nacional de Zagreb, il a été constaté que la création de « L’affaire du tabac » avait été commanditée de Belgrade, qu’elle a été apportée au journal de Zagreb par Ratko Knezevic, ancien collaborateur rejeté de Milo Djukanovic, et même l’auteur de ces textes, Jasna Babic, a reconnu, plus tard, avoir eu une réunion à Belgrade avec le Président de la République fédérale de Yougoslavie de l’époque, Vojislav Kostunica, qui avait promis de fournir au journal de Zagreb les preuves de “L’affaire du tabac”, mais qu’il n’avait jamais donné. Après un grand nombre de procès perdus, l'hebdomadaire « Nacional » a, en 2013, présenté ses excuses à Subotic pour avoir placé des mensonges sur lui, en les attribuant à l'ancien propriétaire et rédacteur en chef du journal, le journaliste controversé Ivo Pukanic.
Après le lancement de la soi-disant « Affaire du tabac », durant une période de dix ans, dans divers médias, plus de 4 000 articles négatifs avaient été écrits sur Subotic, pour lesquels, à la suite des résultats d’enquêtes officielles menées dans six pays européens et aux États-Unis, ainsi qu’au cours du procès en Serbie elle-même, il a été constaté que tous, sans exception, étaient faux.
Les plaintes pénales que l’équipe juridique de Subotic a déposées en 2010 à Genève et en 2012 à Belgrade, décrivaient avec précision le mécanisme de placement des faux articles contre lui. Les campagnes médiatiques avaient été initiées par des personnalités haut placées du cabinet de l’ancien président de la RFY Vojislav Kostunica, puis plus tard, du Président de la Serbie, Boris Tadic.  En se cachant derrière les corps officiels de l’État, ils déposaient de fausses plaintes par lesquelles des enquêtes officielles avaient été ouvertes dans six pays européens (Liechtenstein, France, Suisse, Chypre, Italie et Grèce) ainsi qu’aux États-Unis, qui ont toutes, sans exception, abouti à un rejet des accusations présentées.

Le point culminant du lynchage a été le dépôt de l’acte d’accusation devant le Tribunal spécial de Belgrade, dans lequel Subotic était accusé de délit inexistant “d’abus de pouvoir dans une entreprise privée”. Malgré le lynchage médiatique sans précédent, de nombreux abus prouvés du parquet et des pressions élevées exercées sur le pouvoir judiciaire, l’acte d’accusation a finalement été rejeté en décembre 2015 par la Cour d’appel de Belgrade,.

## Persécution politique en Serbie et l’acquittement à l’étranger
Parallèlement au procès en Serbie depuis 2008 et l’arrivée au pouvoir du parti démocrate du président serbe de l’époque, Boris Tadic, Subotic a été exposé à une nouvelle vague de campagnes médiatiques accompagnées de déclarations de responsables de l’État dans lesquelles il avait été reconnu coupable au préalable. Au cours de cette période, les autorités serbes ont accru la pression sur les affaires de Subotic dans le pays. En 2009, sa société "Futura plus", l'un des plus gros distributeurs serbes, faisait faillite. À la suite de cette faillite, une tentative de saisis avait été lancée contre Subotic, visant les terrains situés près de l’aéroport de Belgrade, qui, sous la forme d’une hypothèque, avaient été déposées pour des emprunts contractés par « Futura ». Subotic a révélé que derrière cette attaque se trouvaient les grands industriels nationaux Miroslav Miskovic et Milan Beko, avec lesquels il avait déjà eu des relations commerciales et qui lui devaient plus de 30 millions d'euros. Cette dette provenait de l'activité de privatisation du journal "Vecernje Novosti" au cours de laquelle Beko a refusé de remplir l'obligation contractuelle et a transféré les actions de Novosti à la WAZ allemande, ce qui a amené WAZ à activer la garantie bancaire que Subotic avait déposé en tant que garant de la transaction. Les soupçons de Subotic ont été confirmés par les conclusions du conseil anti-corruption du gouvernement, qui ont révélé le jeu en coulisse de Milan Beko dans le rapport sur la privatisation de “Večernje novosti”. En raison de la pression exercée par les autorités de l'époque et de l'empêchement d’effectuer les activités normalement, la société allemande WAZ a décidé de se retirer de la Serbie et de vendre les actions de “Politika” et de “Dnevnik”,.  
Dans la campagne médiatique initiée par le cabinet du président serbe de l'époque, Boris Tadic, les quotidiens "Blic" et "Vecernje novosti" ont dominé, de même que les médias d'opposition monténégrins qui ont attaqué Subotic en raison de ses liens amicaux avec le chef du parti au pouvoir, Milo Djukanovic.
Dans ses efforts de condamner à tout prix Subotic, le Bureau du procureur spécial chargé de la lutte contre la criminalité organisée a ouvert une enquête à son encontre dans six pays européens et aux États-Unis. Toutes les enquêtes ouvertes à la suite des demandes de Belgrade ont abouti à la conclusion qu'il s'agissait de fausses accusations pour des actes qui ne se sont pas produits.  
Les plus importantes de ces enquêtes ont été celles menées en Suisse et en Italie. En décembre 2011, le parquet confédéral suisse a remis une notification officielle à Subotic indiquant que l'enquête avait été menée par la police judiciaire suisse pendant un an et demi sur la base d'une fausse accusation de Belgrade et qu’il n'y avait pas de violation de la loi dans les affaires de Subotic. L'affaire a été nommée "Affaire Tessin" en référence au lieu de la réunion au cours de laquelle le procureur spécial Miljko Radisavljevic et son adjoint Sasa Ivanic ont faussement accusé Subotic devant les autorités suisses.  
À la suite de la requête déposée par la Serbie, la procédure judiciaire fût même entamée en Italie. Le procureur lui-même, ayant conclu que les affirmations des autorités serbes contre Subotic étaient fausses, demanda au tribunal que les actes imputés à Subotic soient déclarés comme étant inexistants, étant donné que les preuves rassemblées avaient clairement montré qu’ils ne s’étaient pas produits.  Cet arrêt constitue un précédent unique dans la pratique de la justice italienne et est réputé constituer le degré d'exemption le plus élevé possible des doutes allégués. 
De même, les enquêtes menées au Liechtenstein, en France, en Belgique, aux États-Unis d’Amérique et en Grèce ont également confirmé que Subotic avait été accusé des faits qui n’avaient pas eu lieu ou dans l’exécution desquels il n’avaient rien à voir. 

## Première victime des infox et manipulation médiatique
Lors d'une campagne médiatique et judiciaire contre lui en Serbie, Stanko Subotic est devenu la première victime de fausses informations et de manipulations des médias. Et tandis que, jusqu'à la mi-2012, la campagne menée contre lui était sous le contrôle des autorités politiques serbes de l'époque, elle a été poursuivie par des médias sous contrôle de certaines des structures de sécurité reniées, des industriels et des centres de pouvoir gris après l'acquittement prononcé devant la Cour d'appel de Belgrade. Cette campagne avait pour objectif d'empêcher Subotic de faire des affaires en Serbie et d'éviter de lui verser une indemnité pour le préjudice qu'il a déjà subi, par le quotidien actuel "Blic" et le site Web controversé "KRIK", dont les journalistes étaient, dans la période antérieure à 2014, les meneurs de la campagne contre Subotic,.  
Depuis la première fausse affaire lancée par l'hebdomadaire de Zagreb “Nacional”, rien qu’en 2012, plus de 4 000 articles négatifs avaient été publiés sur Subotic, dans lesquels diverses allégations à son encontre avaient été exposées, qui ont toutes été rejetées, à la fois dans le cadre de la procédure judiciaire menée à Belgrade, mais aussi dans le cadre d'enquêtes officielles menées contre Subotic à la demande des autorités de Belgrade, aux États-Unis et dans six pays européens. À la suite d'une campagne de fausses nouvelles et d’accusations sans fondement menés à son encontre, Subotic a intenté une action en justice en Suisse contre la société « Ringier Axel Springer », propriétaire du tabloïd serbe « Blic », La demande de Subotic est toujours en cours.